# ماري وارد (ممثلة)
ماري وارد (بالإنجليزية: Mary Ward)‏ هي مذيعة ‏ وممثلة أسترالية، (ولدت في فريمانتل في أستراليا 1915 – 2021 م).

## وصلات خارجية
- ماري وارد على موقع IMDb (الإنجليزية)
- ماري وارد على موقع قاعدة بيانات الفيلم (الإنجليزية)